# Margarita de Francia, duquesa de Berry

Escudo de Margarita de Francia.

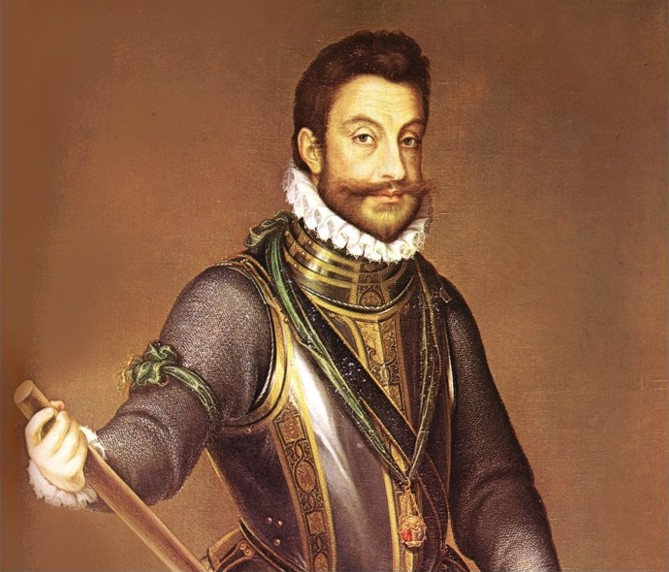
Manuel Filiberto de Saboya, obra de Juan Pantoja de la Cruz.

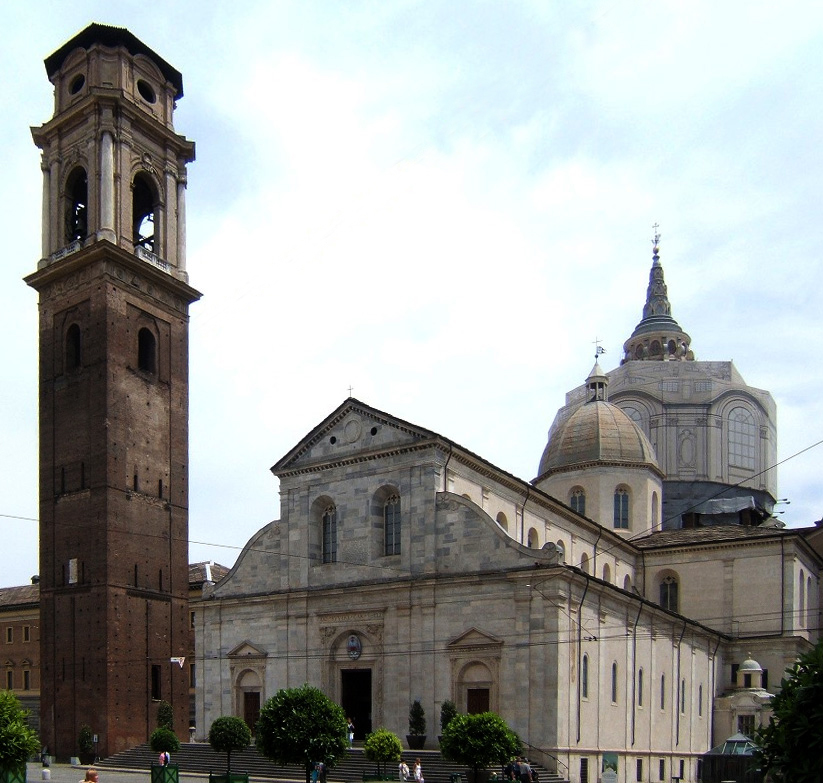
Catedral de San Juan Bautista, Turín, lugar de enterramiento de Margarita.

Margarita de Francia (Saint-Germain-en-Laye, 5 de junio de 1523 - Turín, 15 de septiembre de 1574) fue hija de Francisco I, rey de Francia y de su primera esposa Claudia.
Duquesa de Berry desde 1550, contrajo matrimonio en 1559 con Manuel Filiberto de Saboya, duque de Saboya y príncipe de Piamonte. De esta unión nació un único hijo: Carlos Manuel I (1562 - 1630).

## Biografía
Margarita creció bajo la influencia de su tía y madrina Margarita, reina de Navarra, y trabó amistad con Catalina de Médici, su cuñada. La influencia del entorno humanista de la corte de su padre le hizo interesarse por la reforma protestante, si bien nunca llegó a profesarla. 
Siempre fue una aliada de su hermano Carlos en la rivalidad que enfrentó a este con el delfín y hermano mayor de ambos, el futuro rey Enrique II de Francia.

## Planes de matrimonio
A pesar de los numerosos proyectos de matrimonio de que fue objeto desde su más tierna edad, Margarita se casó a la edad de 36 años con Manuel Filiberto de Saboya.
En la Paz de Cambrai, en 1529, cuando solo contaba seis años de edad, Margarita fue prometida a Maximiliano de Habsburgo, aunque el matrimonio no llegó a celebrarse. A finales de 1538, cuando Margarita tenía quince años y en el marco del entendimiento que prosiguió a la tregua de Niza, su padre Francisco I y el emperador Carlos V acordaron casarla con el hijo de este, el futuro Felipe II de España, de once años en aquel entonces. Este compromiso no llegó a realizarse.
Tras la muerte de su padre en 1547, el nuevo rey de Francia, su hermano Enrique II nombró a Margarita el 29 de abril de 1550, suo iure, duquesa de Berry.
El proyecto de matrimonio con Manuel Filiberto de Saboya fue una de las cláusulas de la Paz de Cateau-Cambrésis, firmada el 3 de abril de 1559 entre Francia y España. El tratado supuso para los franceses la devolución del Piamonte y del ducado de Saboya, que habían ocupado durante los últimos veinticinco años, al aliado de Felipe II, Manuel Filiberto. Ambos territorios pasaron a formar parte de la dote de Margarita.
La boda se celebró el 10 de julio de 1559 en medio de trágicas circunstancias. El 30 de junio, solo tres días después de que se hubiera firmado el contrato de matrimonio, Enrique II fue gravemente herido durante un torneo en las celebraciones que tuvieron lugar tras la boda de su hija mayor, Isabel, con el recientemente viudo Felipe II de España. La lanza que empuñaba su rival, el conde de Montgomery, golpeó su casco a la altura de la visera y se hizo añicos. Las astillas de madera penetraron a través de su ojo derecho y alcanzaron su cerebro. En el umbral de la muerte, pero aún consciente, el rey ordenó que el matrimonio de su hermana se celebrará inmediatamente, por temor a que el duque de Saboya, aprovechándose de su fallecimiento, renunciara a la alianza recién firmada. Enrique II murió al día siguiente.
Margarita de Francia salió de la corte al final del año y se unió a su esposo con quien tuvo un hijo, Carlos Manuel I (1562-1630). Ella jugó el rol de intermediaria entre Catalina de Médici y el duque de Saboya, y se unió a las negociaciones para el retorno de los últimas plazas en poder de los franceses en Italia.

## Ancestros de Margarita de Francia
|  |                               |  |  |  |  |  |  |  |  |  |  |  |  |  |  |  |
|  | 16. Luis de Valois            |  |  |  |  |  |  |  |  |  |  |  |  |  |  |  |
|  |                               |  |  |  |  |  |  |  |  |  |  |  |  |  |  |  |
|  |                               |  |  |  |  |  |  |  |  |  |  |  |  |  |  |  |
|  | 8. Juan de Orleans            |  |  |  |  |  |  |  |  |  |  |  |  |  |  |  |
|  |                               |  |  |  |  |  |  |  |  |  |  |  |  |  |  |  |
|  |                               |  |  |  |  |  |  |  |  |  |  |  |  |  |  |  |
|  | 17. Valentina Visconti        |  |  |  |  |  |  |  |  |  |  |  |  |  |  |  |
|  |                               |  |  |  |  |  |  |  |  |  |  |  |  |  |  |  |
|  |                               |  |  |  |  |  |  |  |  |  |  |  |  |  |  |  |
|  | 4. Duque Carlos de Orleans    |  |  |  |  |  |  |  |  |  |  |  |  |  |  |  |
|  |                               |  |  |  |  |  |  |  |  |  |  |  |  |  |  |  |
|  |                               |  |  |  |  |  |  |  |  |  |  |  |  |  |  |  |
|  | 18. Alano IX de Rohan         |  |  |  |  |  |  |  |  |  |  |  |  |  |  |  |
|  |                               |  |  |  |  |  |  |  |  |  |  |  |  |  |  |  |
|  |                               |  |  |  |  |  |  |  |  |  |  |  |  |  |  |  |
|  | 9. Margarita de Rohan         |  |  |  |  |  |  |  |  |  |  |  |  |  |  |  |
|  |                               |  |  |  |  |  |  |  |  |  |  |  |  |  |  |  |
|  |                               |  |  |  |  |  |  |  |  |  |  |  |  |  |  |  |
|  | 19. Margarita de Bretaña      |  |  |  |  |  |  |  |  |  |  |  |  |  |  |  |
|  |                               |  |  |  |  |  |  |  |  |  |  |  |  |  |  |  |
|  |                               |  |  |  |  |  |  |  |  |  |  |  |  |  |  |  |
|  | 2. Rey Francisco I de Francia |  |  |  |  |  |  |  |  |  |  |  |  |  |  |  |
|  |                               |  |  |  |  |  |  |  |  |  |  |  |  |  |  |  |
|  |                               |  |  |  |  |  |  |  |  |  |  |  |  |  |  |  |
|  | 20. Luis de Saboya            |  |  |  |  |  |  |  |  |  |  |  |  |  |  |  |
|  |                               |  |  |  |  |  |  |  |  |  |  |  |  |  |  |  |
|  |                               |  |  |  |  |  |  |  |  |  |  |  |  |  |  |  |
|  | 10. Felipe II de Saboya       |  |  |  |  |  |  |  |  |  |  |  |  |  |  |  |
|  |                               |  |  |  |  |  |  |  |  |  |  |  |  |  |  |  |
|  |                               |  |  |  |  |  |  |  |  |  |  |  |  |  |  |  |
|  | 21. Ana de Lusignan           |  |  |  |  |  |  |  |  |  |  |  |  |  |  |  |
|  |                               |  |  |  |  |  |  |  |  |  |  |  |  |  |  |  |
|  |                               |  |  |  |  |  |  |  |  |  |  |  |  |  |  |  |
|  | 5. Princesa Luisa de Saboya   |  |  |  |  |  |  |  |  |  |  |  |  |  |  |  |
|  |                               |  |  |  |  |  |  |  |  |  |  |  |  |  |  |  |
|  |                               |  |  |  |  |  |  |  |  |  |  |  |  |  |  |  |
|  | 22. Carlos I de Borbón        |  |  |  |  |  |  |  |  |  |  |  |  |  |  |  |
|  |                               |  |  |  |  |  |  |  |  |  |  |  |  |  |  |  |
|  |                               |  |  |  |  |  |  |  |  |  |  |  |  |  |  |  |
|  | 11. Margarita de Borbón       |  |  |  |  |  |  |  |  |  |  |  |  |  |  |  |
|  |                               |  |  |  |  |  |  |  |  |  |  |  |  |  |  |  |
|  |                               |  |  |  |  |  |  |  |  |  |  |  |  |  |  |  |
|  | 23. Inés de Borgoña           |  |  |  |  |  |  |  |  |  |  |  |  |  |  |  |
|  |                               |  |  |  |  |  |  |  |  |  |  |  |  |  |  |  |
|  |                               |  |  |  |  |  |  |  |  |  |  |  |  |  |  |  |
|  | 1. Enrique II de Francia      |  |  |  |  |  |  |  |  |  |  |  |  |  |  |  |
|  |                               |  |  |  |  |  |  |  |  |  |  |  |  |  |  |  |
|  |                               |  |  |  |  |  |  |  |  |  |  |  |  |  |  |  |
|  | 24. Luis de Valois (= 16)     |  |  |  |  |  |  |  |  |  |  |  |  |  |  |  |
|  |                               |  |  |  |  |  |  |  |  |  |  |  |  |  |  |  |
|  |                               |  |  |  |  |  |  |  |  |  |  |  |  |  |  |  |
|  | 12. Carlos I de Orleans       |  |  |  |  |  |  |  |  |  |  |  |  |  |  |  |
|  |                               |  |  |  |  |  |  |  |  |  |  |  |  |  |  |  |
|  |                               |  |  |  |  |  |  |  |  |  |  |  |  |  |  |  |
|  | 25. Valentina Visconti (= 17) |  |  |  |  |  |  |  |  |  |  |  |  |  |  |  |
|  |                               |  |  |  |  |  |  |  |  |  |  |  |  |  |  |  |
|  |                               |  |  |  |  |  |  |  |  |  |  |  |  |  |  |  |
|  | 6. Luis XII de Francia        |  |  |  |  |  |  |  |  |  |  |  |  |  |  |  |
|  |                               |  |  |  |  |  |  |  |  |  |  |  |  |  |  |  |
|  |                               |  |  |  |  |  |  |  |  |  |  |  |  |  |  |  |
|  | 26. Adolfo I de Cleves        |  |  |  |  |  |  |  |  |  |  |  |  |  |  |  |
|  |                               |  |  |  |  |  |  |  |  |  |  |  |  |  |  |  |
|  |                               |  |  |  |  |  |  |  |  |  |  |  |  |  |  |  |
|  | 13. María de Cleves           |  |  |  |  |  |  |  |  |  |  |  |  |  |  |  |
|  |                               |  |  |  |  |  |  |  |  |  |  |  |  |  |  |  |
|  |                               |  |  |  |  |  |  |  |  |  |  |  |  |  |  |  |
|  | 27. María de Borgoña          |  |  |  |  |  |  |  |  |  |  |  |  |  |  |  |
|  |                               |  |  |  |  |  |  |  |  |  |  |  |  |  |  |  |
|  |                               |  |  |  |  |  |  |  |  |  |  |  |  |  |  |  |
|  | 3. Reina Claudia de Francia   |  |  |  |  |  |  |  |  |  |  |  |  |  |  |  |
|  |                               |  |  |  |  |  |  |  |  |  |  |  |  |  |  |  |
|  |                               |  |  |  |  |  |  |  |  |  |  |  |  |  |  |  |
|  | 28. Ricardo de Bretaña        |  |  |  |  |  |  |  |  |  |  |  |  |  |  |  |
|  |                               |  |  |  |  |  |  |  |  |  |  |  |  |  |  |  |
|  |                               |  |  |  |  |  |  |  |  |  |  |  |  |  |  |  |
|  | 14. Francisco II de Bretaña   |  |  |  |  |  |  |  |  |  |  |  |  |  |  |  |
|  |                               |  |  |  |  |  |  |  |  |  |  |  |  |  |  |  |
|  |                               |  |  |  |  |  |  |  |  |  |  |  |  |  |  |  |
|  | 29. Margarita de Orleans      |  |  |  |  |  |  |  |  |  |  |  |  |  |  |  |
|  |                               |  |  |  |  |  |  |  |  |  |  |  |  |  |  |  |
|  |                               |  |  |  |  |  |  |  |  |  |  |  |  |  |  |  |
|  | 7. Ana de Bretaña             |  |  |  |  |  |  |  |  |  |  |  |  |  |  |  |
|  |                               |  |  |  |  |  |  |  |  |  |  |  |  |  |  |  |
|  |                               |  |  |  |  |  |  |  |  |  |  |  |  |  |  |  |
|  | 30. Gastón IV de Foix         |  |  |  |  |  |  |  |  |  |  |  |  |  |  |  |
|  |                               |  |  |  |  |  |  |  |  |  |  |  |  |  |  |  |
|  |                               |  |  |  |  |  |  |  |  |  |  |  |  |  |  |  |
|  | 15. Margarita de Foix         |  |  |  |  |  |  |  |  |  |  |  |  |  |  |  |
|  |                               |  |  |  |  |  |  |  |  |  |  |  |  |  |  |  |
|  |                               |  |  |  |  |  |  |  |  |  |  |  |  |  |  |  |
|  | 31. Leonor I de Navarra       |  |  |  |  |  |  |  |  |  |  |  |  |  |  |  |
|  |                               |  |  |  |  |  |  |  |  |  |  |  |  |  |  |  |
|  |                               |  |  |  |  |  |  |  |  |  |  |  |  |  |  |  |